# Thieulloy-la-Ville
Thieulloy-la-Ville (picardisch: Tulloy) ist eine nordfranzösische Gemeinde mit 140 Einwohnern (Stand 1. Januar 2022) im Département Somme in der Region Hauts-de-France. Die Gemeinde liegt im Arrondissement Amiens, ist Teil der Communauté de communes Somme Sud-Ouest und gehört zum Kanton Poix-de-Picardie.

## Geographie
Die Gemeinde liegt am rechten (südlichen) Ufer des Poix, einem kleinen Zufluss der Évoissons rund sechs Kilometer westsüdwestlich von Poix-de-Picardie sowie 15 Kilometer östlich von Aumale. Die nördlich der Gemeinde verlaufende Bahnstrecke von Amiens nach Rouen besitzt einen Haltepunkt im benachbarten Sainte-Segrée.

## Einwohner
| 1962 | 1968 | 1975 | 1982 | 1990 | 1999 | 2006 | 2011 |
| ---- | ---- | ---- | ---- | ---- | ---- | ---- | ---- |
| 129  | 123  | 96   | 80   | 92   | 94   | 99   | 126  |

## Verwaltung
Bürgermeister (maire) ist seit 2001 Bernard Morain.

## Sehenswürdigkeiten
- Kirche Saint-Firmin-le-Martyr
- Schloss, wohl aus der ersten Hälfte des 18. Jahrhunderts, mit Park (Base Mérimée IA80000685).